# 藤枝学院高等専修学校
藤枝学院高等専修学校（ふじえだがくいんこうとうせんしゅうがっこう）は、静岡県藤枝市大手一丁目23番33に所在する高等専修学校。学校法人駿河学院が運営している。

## 沿革
- 1991年 - 藤枝実務高等専修学校として開校。
- 1998年 - 藤枝学院実務高等専修学校に改名。
- 2016年 - 藤枝学院高等専修学校に改名

## 設置課程・学科
- 通学課程 高等課程 情報教養科

## 特徴
- 科学技術学園高等学校の技能連携校であるため、藤枝学院卒業と同時に高等学校普通科も卒業する。
- 卒業までに多くの資格を取得することができる。
- 高等課程の進路は、企業への就職、専門学校・大学への進学など様々である。

## 交通アクセス
- 藤枝駅からしずてつジャストラインバスで「藤枝大手」バス停下車
- 西焼津駅からしずてつジャストラインバスで「藤枝大手一丁目」バス停下車